# هلن فلوران
هلن فلوران (انگلیسی: Hélène Florent؛ زادهٔ ) یک هنرپیشه اهل کانادا است.